# فرنسيسكو خافيير جيل أورتيز
فرنسيسكو خافيير جيل أورتيز (بالإسبانية: Francisco Javier Gil Ortíz)‏ هو سياسي مكسيكي، ولد في 29 مايو 1963 في ولاية تاماوليباس في المكسيك. حزبياً، نشط في الحزب الثوري المؤسساتي. وقد انتخب عضو مجلس النواب المكسيك.